# Choeroparnops alatus
Choeroparnops alatus là một loài cánh thẳng thuộc họ Muỗm (Tettigoniidae). Tên khoa học của loài này được Brunner von Wattenwyl công bố hợp lệ vào năm 1895.